# Halidesmus polytretus
Halidesmus polytretus är en fiskart som beskrevs av Richard Winterbottom 1982. Halidesmus polytretus ingår i släktet Halidesmus och familjen Pseudochromidae. Inga underarter finns listade i Catalogue of Life.